# Cole Camp
Cole Camp is een plaats (city) in de Amerikaanse staat Missouri, en valt bestuurlijk gezien onder Benton County.

## Demografie
Bij de volkstelling in 2000 werd het aantal inwoners vastgesteld op 1028.
In 2006 is het aantal inwoners door het United States Census Bureau geschat op 1151, een stijging van 123 (12,0%).

## Geografie
Volgens het United States Census Bureau beslaat de plaats een oppervlakte van
2,5 km², geheel bestaande uit land. Cole Camp ligt op ongeveer 330 m boven zeeniveau.

## Plaatsen in de nabije omgeving
De onderstaande figuur toont nabijgelegen plaatsen in een straal van 28 km rond Cole Camp.